# Suite Francesa
Suite française (prt: Suite Francesa; bra: Suite Francesa, ou Suíte Francesa) é um filme franco-belgo-canado-britânico de 2015, do gênero drama romântico e de guerra, dirigido por Saul Dibb, com roteiro dele e Matt Charman baseado no romance Suite française, de Irène Némirovsky.
Protagonizado por Michelle Williams, Matthias Schoenaerts e Kristin Scott Thomas e com locações na França e na Bélgica, o filme tem seu enredo ambientado na França, durante os primeiros anos da Ocupação alemã, e trata do romance entre uma francesa e um soldado alemão.

## Argumento
Na França ocupada pela Alemanha Nazi, Lucille Angellier (Michelle Williams) aguarda por notícias de seu marido, junto com sua sogra autoritária (Kristin Scott Thomas). Quando um regimento militar de soldados alemães chega à cidade, eles logo se mudam para as casas dos moradores. Lucille tenta ignorar Bruno (Matthias Schoenaerts), o comandante alemão que se hospeda na casa dela, mas logo acaba se encantando por ele.

## Elenco
- Michelle Williams como Lucille Angellier
- Kristin Scott Thomas como a Madame Angellier
- Matthias Schoenaerts como o Comandante Bruno von Falk
- Sam Riley como Benoit
- Ruth Wilson como Madeleine
- Lambert Wilson como Viscount de Montmort
- Margot Robbie como Celine
- Alexandra Maria Lara como Leah
- Harriet Walter como Viscountess de Montmort
- Eileen Atkins como Denise Epstein
- Tom Schilling como Kurt Bonnet
- Deborah Findlay como a Madame Joseph
- Cédric Maerckx como Gaston Angellier

## Produção

### Concepção e adaptação
Em 9 de novembro de 2006, Michael Fleming da revista Variety informou que os direitos do romance Suite française da autora Irène Némirovsky (escrito durante a Ocupação da França pela Alemanha nazista, mas publicado postumamente em 2004) foram adquiridos pela Universal Pictures. Ronald Harwood, que escreveu o roteiro do filme O Pianista, foi escolhido para escrever o roteiro, junto com Kathleen Kennedy e Frank Marshall produzindo o filme. No ano seguinte, a TF1 Droits Audiovisuels adquiriu os direitos do romance, da editora Éditions Denoël. O romance foi adaptado para o cinema por Saul Dibb e Matt Charman, com Saul Dibb como diretor. Ao filme foi dado um orçamento de quinze milhões de euros, que Mick Brown do jornal britânico The Daily Telegraph observou que o filme foi considerado "grandes pelos europeus, já não seguia aos padrões americanos".
Saul Dibb se focou em sua adaptação na segunda metade do romance de Némirovsky, que explora as relações entre as mulheres francesas e os soldados alemães que ocuparam seu vilarejo e particularmente na história de Lucile Angellier, que está esperando por notícias de seu marido, quando um oficial alemão se aloja em sua casa. De suas intenções, Saul Dibb explicou; "na realização do filme, eu quero capturar esse forte senso de imediatismo e autenticidade. A ação deve sentir o que está acontecendo agora – urgente, tensa, espontânea, feita sem nenhum benefício da retrospectiva – como se descobríssemos uma cápsula do tempo. E muito longe de uma segura, peça de época congestionada." Saul Dibb utilizou a história descoberta do romance, pela filha de Némirovsky, Denise Epstein, para finalizar o filme. O manuscrito original de Némirovsky é mostrado durante os créditos do filme. Denise Epstein morreu pouco antes do início da produção, mas antes de morrer, ela tinha lido os rascunhos do guião.

### Elenco
Jeff Sneider da revista Variety, relatou em outubro de 2012 que a atriz Michelle Williams estava em negociações para estrelar Suite Française como a protagonista Lucille Angellier. Pouco depois ela se juntou ao projeto, Kristin Scott Thomas foi adicionada ao elenco, para atuar como a mãe-de-lei "autoritária" de Lucille. Em uma entrevista com Moviefone, Erin Whitney, Scott Thomas comentaram que a personagem era semelhante a ela. Em novembro, Baz Bamigboye do Daily Mail confirmou que Matthias Schoenaerts estava na fase final das negociações, para interpretar a paixoneta de Lucille, Bruno.
Em 14 de junho de 2013, Dominic Patten da revista Deadline.com relatou que o ator Sam Riley tinha se juntado ao elenco e atuaria como o soldado francês Benoit. A esposa de Sam Riley, Alexandra Maria Lara também havia se juntado ao elenco, junta com as atrizes Margot Robbie como Celine e Ruth Wilson como Madeleine. Os atores Tom Schilling e Lambert Wilson também atuariam no filme como Kurt Bonnet e Viscount de Montmort. Harriet Walter foi escalado como Viscountess de Montmort, enquanto Eileen Atkins atuaria como Denise Epstein e Cédric Maerckx como Gaston Angellier.

### Filmagens

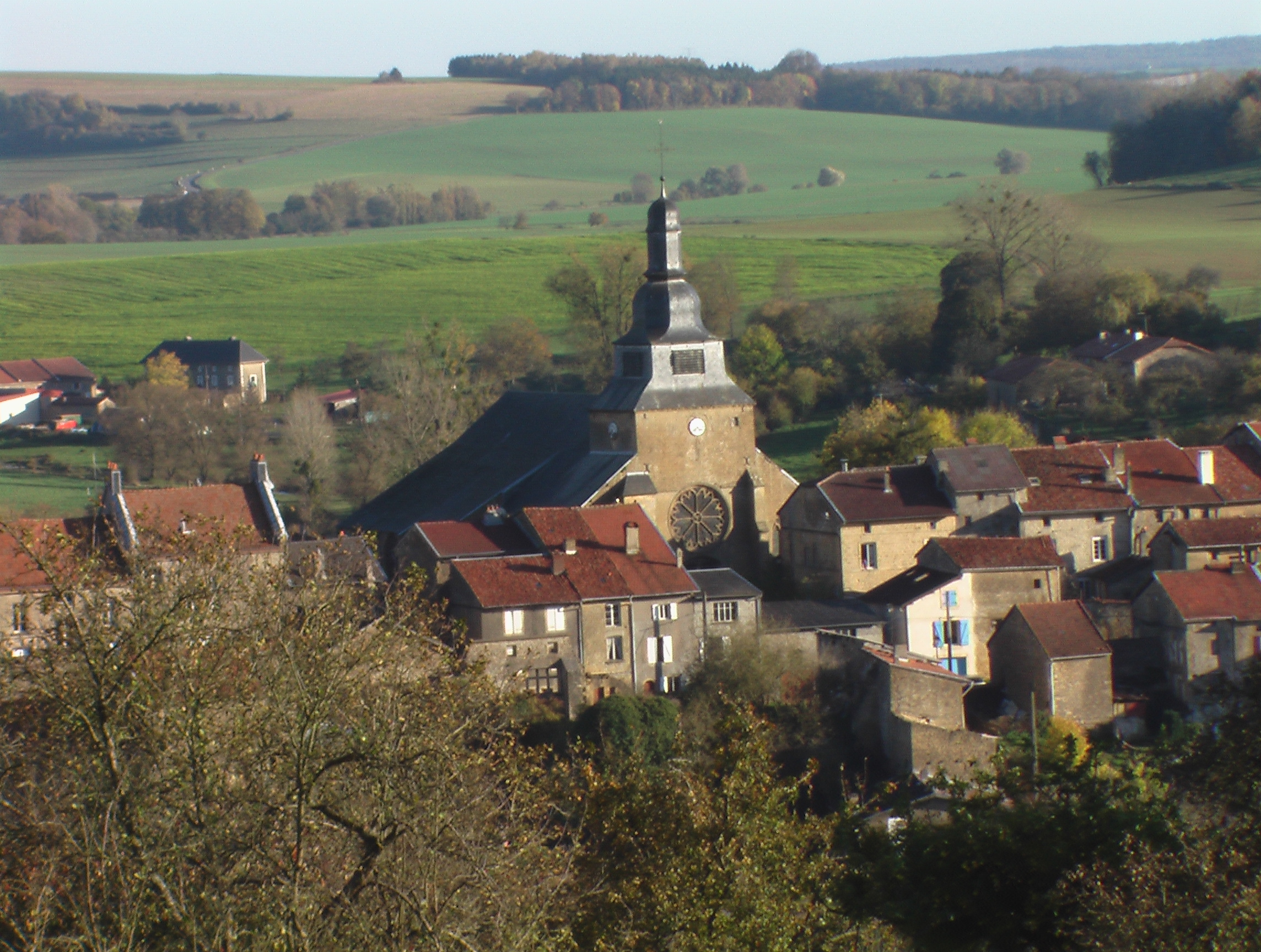
As filmagens ocorreram em Marville.

As filmagens começaram em 24 de junho de 2013, e durou até o final de agosto. O elenco e a equipe passaram oito semanas a filmarem na Bélgica e oito dias na França. No dia 10 de julho, as filmagens ocorreram na comuna francesa Marville no departamento de Meuse. Em agosto, o elenco e a equipe passaram três semanas e meia, filmando as cenas em uma casa na Bélgica. Saul Dibb comentou que o clima quente ajudou a criar "suas próprias cenas estranhas, desconfortáveis, numa atmosfera claustrofóbica que você tem a esperança, de que isso alimentará a atmosfera das cenas." Leo Barraclough da Variety informou que a filmagem principal foi concluída em 2 de setembro de 2013.

### Figurinos e maquilhagem
O figurinista britânico Michael O'Connor, que trabalhou anteriormente com Saul Dibb no filme A Duquesa, projetou e criou as roupas para o filme. Michael O'Connor utilizou as fotografias, revistas e filmes da época para deixar a roupa e os acessórios mais autêntico possível. Suas principais influências foram o romance de Némirovsky, que descreve as roupa dos personagens em detalhe, e o filme de 1939, La règle du jeu, realizado por Jean Renoir. Os figurinos foram criados, usando os tecidos franceses autênticos de Paris. Jenny Shircore foi o desenhista e maquiador da produção. Devido ao cenário rural do filme, o cabelo e a maquiagem não poderiam ser demasiadas "deslumbrantes". Jenny Shircore invocou uma sensação de "sobriedade". Jenny Shircore utilizou pouca maquilhagem em Michelle Williams, explicando que a atriz estava consciente de que tinha de ser "muito natural, simples, de certo modo, resignada."

### Música
O compositor francês Alexandre Desplat originalmente tinha composto a partitura musical do filme, mas ele mais tarde foi substituído por Rael Jones. A partitura musical do filme foi gravada no estúdio Abbey Road Studios em Londres. Ele apresentou uma música original composta por Rael Jones, uma peça de piano composta por Alexandre Desplat, com as canções performadas por Lucienne Boyer, Josephine Baker e Rosita Serrano. A Sony Classical lançou o álbum da banda sonora em 16 de março de 2015. Saul Dibb explicou que a música desempenha um papel crucial no filme e chamou a partitura musical de "sutil e atmosférica." Saul Dibb queria que a peça de piano de Bruno fosse composta antes do início das filmagens e ele queria que fosse tocada durante o filme como "um tema em desenvolvimento" e, em seguida, no final, em sua forma completa.

## Lançamento
O primeiro trailer foi lançado em 24 de outubro de 2014. Suite Francaise foi mostrado no American Film Market no mês seguinte, em uma tentativa de encontrar um distribuidor americano. Em maio de 2013, foi anunciado que a The Weinstein Company distribuiria os filmes nos Estados Unidos, América Latina, Austrália, Rússia e Alemanha. O filme foi lançado no Reino Unido em 13 de março de 2015, na Bélgica em 18 de março e na França em 1 de abril do mesmo ano. Em Portugal o filme foi lançado em 2 de abril de 2015, sob a distribuição da NOS Audiovisuais.
No Brasil, o filme foi lançado em 28 de janeiro de 2016 pela Mares Filmes.